# Zatoka Morgagniego
Zatoka Morgagniego – w anatomii człowieka ubytek w tylno-bocznej części powięzi gardłowo-podstawnej, przez który mięsień dźwigacz podniebienia miękkiego i trąbka Eustachiusza z przestrzeni żwaczowej dostają się do części nosowej gardła.